# Adrian Stoian
Adrian Marius Stoian (Craiova, 11 febbraio 1991) è un ex calciatore rumeno, di ruolo attaccante o centrocampista.

## Caratteristiche tecniche
È un calciatore rapido e veloce, in grado di agire sia come trequartista sia come ala offensiva, su entrambe le fasce, tuttavia può giocare anche da seconda punta.

## Carriera

### Club
Esordisce nella massima serie italiana il marzo del 2009 con la prima squadra della Roma durante la partita Roma-Juventus (1-4), nei minuti finali della partita, sostituendo Mirko Vučinić, con il numero 39.
Il 16 luglio 2010 passa al Pescara con la formula del prestito con diritto di riscatto della metà del cartellino. Il 13 ottobre 2010 esordisce con la maglia biancoazzurra in occasione di Reggina-Pescara, subentrando al compagno di squadra Danilo Soddimo. Segna il suo primo gol da professionista il 12 marzo 2011 contro il Grosseto.
Tornato alla Roma al termine della stagione, viene ceduto in prestito con diritto di riscatto della metà del cartellino a favore del Bari. L'11 dicembre 2011 sigla una doppietta contro il Brescia, nella gara terminata 3-1 per i galletti. Il 4 luglio 2012 la Roma riacquista la metà del cartellino, che aveva ceduto al Bari pochi giorni prima, per la cifra di un milione di euro.
Il 15 luglio 2012 passa in compartecipazione al ChievoVerona, nell'ambito dell'affare che ha portato in giallorosso Michael Sheehan Bradley.
Il 31 ottobre successivo, segna il suo primo gol in Serie A, nonché con la casacca clivense, contro una sua ex squadra, il Pescara, chiudendo i conti per il 2-0 finale nella gara casalinga. Si ripete al ritorno, il 17 marzo 2013, sempre contro il Pescara e mettendo a segno il primo gol nella vittoria per 2-0 dei clivensi. Il 19 giugno seguente viene rinnovata la compartecipazione tra ChievoVerona e Roma.
Il 2 settembre 2013 passa in prestito al Genoa. Debutta con la maglia rossoblu il 21 settembre seguente nella partita di campionato Genoa-Livorno (0-0) subentrando nel secondo tempo a Matuzalém.
Il 18 luglio 2014 il Bari annuncia, tramite il proprio sito ufficiale, di aver acquistato il giocatore con la formula del prestito.
Il 19 gennaio 2015 passa, sempre in prestito, al Crotone. Il 21 marzo segna il suo primo gol con la nuova maglia, nella vittoria per 2-0 contro il Brescia.
Il 25 giugno seguente il Chievo riscatta l'intero cartellino del calciatore per poi rescinderne il contratto il 21 agosto. Il 25 agosto torna al Crotone firmando un contratto triennale. Complessivamente in quattro anni mette insieme 131 presenze e 13 gol tra Serie A, B e Coppa Italia. Il 15 gennaio 2019 rescinde il contratto con il club calabrese con sei mesi di anticipo rispetto alla scadenza naturale.
Nel contempo fa ritorno in patria firmando per la Steaua Bucarest. Il 19 agosto dello stesso anno, si trasferisce al Livorno in Serie B. Nell'ottobre successivo, durante un'amichevole disputata contro gli sloveni del Tabor Sežana, si procura la rottura completa del legamento crociato del ginocchio destro costringendolo ad uno stop forzato di almeno sei mesi. Il 1º luglio 2020, chiude la sua esperienza con gli amaranto, rimanendo svincolato, dopo che non ha raggiunto l'accordo per il prolungamento del contratto fino al 31 agosto con la società toscana.
Il 29 settembre 2020 firma per il club romeno del Viitorul Costanza, svincolandosi il successivo 19 dicembre 2020.
Il 12 gennaio 2021, dopo un breve periodo di prova, viene tesserato dall'Ascoli.
Rimasto svincolato, il 16 ottobre 2021 viene tesserato dal Chindia Târgoviște.. Il 15 gennaio 2022 risolve il contratto e si svincola.

### Nazionale
Ha giocato con le nazionali rumene Under-17 e Under-19.
Viene più volte convocato dalla nazionale rumena Under-21, esordendovi nella partita del 3 giugno 2011 in Romania-Kazakistan (0-0) valida per le qualificazioni agli Europei 2013. Il 4 giugno dello stesso anno esordisce con la nazionale maggiore nell'amichevole vinta per 4-0 contro Trinidad e Tobago.
Dopo quella partita non è stato più convocato per 5 anni dalla selezione romena in quanto è tornato in Nazionale solo nel 2018 per le amichevoli contro Cile e Finlandia, giocando contro la seconda per tutti i 90 minuti della sfida.

## Statistiche

### Presenze e reti nei club
Statistiche aggiornate al 25 gennaio 2023.
| Stagione        | Squadra            | Campionato      | Campionato | Campionato | Coppe nazionali | Coppe nazionali | Coppe nazionali | Coppe continentali | Coppe continentali | Coppe continentali | Altre coppe | Altre coppe | Altre coppe | Totale | Totale |
| Stagione        | Squadra            | Comp            | Pres       | Reti       | Comp            | Pres            | Reti            | Comp               | Pres               | Reti               | Comp        | Pres        | Reti        | Pres   | Reti   |
| --------------- | ------------------ | --------------- | ---------- | ---------- | --------------- | --------------- | --------------- | ------------------ | ------------------ | ------------------ | ----------- | ----------- | ----------- | ------ | ------ |
| 2008-2009       | Roma               | A               | 1          | 0          | CI              | 0               | 0               | UCL                | 0                  | 0                  | SI          | 0           | 0           | 1      | 0      |
| 2009-2010       | Roma               | A               | 0          | 0          | CI              | 0               | 0               | UEL                | 0                  | 0                  | -           | -           | -           | 0      | 0      |
| Totale Roma     | Totale Roma        | Totale Roma     | 1          | 0          |                 | 0               | 0               |                    | 0                  | 0                  |             | 0           | 0           | 1      | 0      |
| 2010-2011       | Pescara            | B               | 12         | 1          | CI              | 1               | 0               | -                  | -                  | -                  | -           | -           | -           | 13     | 1      |
| 2011-2012       | Bari               | B               | 29         | 5          | CI              | 2               | 0               | -                  | -                  | -                  | -           | -           | -           | 31     | 5      |
| 2012-2013       | Chievo             | A               | 20         | 3          | CI              | 1               | 0               | -                  | -                  | -                  | -           | -           | -           | 21     | 3      |
| 2013-gen. 2014  | Genoa              | A               | 7          | 0          | CI              | 0               | 0               | -                  | -                  | -                  | -           | -           | -           | 7      | 0      |
| gen.-giu. 2014  | Chievo             | A               | 8          | 0          | CI              | 0               | 0               | -                  | -                  | -                  | -           | -           | -           | 8      | 0      |
| Totale Chievo   | Totale Chievo      | Totale Chievo   | 28         | 3          |                 | 1               | 0               |                    | -                  | -                  |             | -           | -           | 29     | 3      |
| 2014-gen. 2015  | Bari               | B               | 8          | 0          | CI              | 2               | 0               | -                  | -                  | -                  | -           | -           | -           | 10     | 0      |
| Totale Bari     | Totale Bari        | Totale Bari     | 37         | 5          |                 | 4               | 0               |                    | -                  | -                  |             | -           | -           | 41     | 5      |
| gen.-giu. 2015  | Crotone            | B               | 16         | 1          | CI              | 0               | 0               | -                  | -                  | -                  | -           | -           | -           | 16     | 1      |
| 2015-2016       | Crotone            | B               | 33         | 5          | CI              | 1               | 0               | -                  | -                  | -                  | -           | -           | -           | 34     | 5      |
| 2016-2017       | Crotone            | A               | 27         | 3          | CI              | 1               | 0               | -                  | -                  | -                  | -           | -           | -           | 28     | 3      |
| 2017-2018       | Crotone            | A               | 32         | 2          | CI              | 2               | 0               | -                  | -                  | -                  | -           | -           | -           | 34     | 2      |
| 2018-gen. 2019  | Crotone            | B               | 17         | 0          | CI              | 2               | 2               | -                  | -                  | -                  | -           | -           | -           | 19     | 2      |
| Totale Crotone  | Totale Crotone     | Totale Crotone  | 125        | 11         |                 | 6               | 2               |                    | -                  | -                  |             | -           | -           | 131    | 13     |
| gen.-giu. 2019  | FCSB               | L1              | 2          | 0          | CR              | 0               | 0               | UEL                | 0                  | 0                  | -           | -           | -           | 2      | 0      |
| 2019-2020       | Livorno            | B               | 3          | 0          | CI              | 0               | 0               | -                  | -                  | -                  | -           | -           | -           | 3      | 0      |
| set.-dic. 2020  | Viitorul Costanta  | L1              | 4          | 0          | CR              | 1               | 0               | -                  | -                  | -                  | -           | -           | -           | 5      | 0      |
| gen.-giu 2021   | Ascoli             | B               | 3          | 0          | CI              | 0               | 0               | -                  | -                  | -                  | -           | -           | -           | 3      | 0      |
| 2021-2022       | Chindia Târgoviște | L1              | 5          | 0          | CR              | 2               | 0               | -                  | -                  | -                  | -           | -           | -           | 7      | 0      |
| Totale carriera | Totale carriera    | Totale carriera | 224        | 20         |                 | 15              | 2               |                    | 0                  | 0                  |             | 0           | 0           | 239    | 22     |

### Cronologia presenze e reti in nazionale
| Cronologia completa delle presenze e delle reti in nazionale ― Romania | Cronologia completa delle presenze e delle reti in nazionale ― Romania | Cronologia completa delle presenze e delle reti in nazionale ― Romania | Cronologia completa delle presenze e delle reti in nazionale ― Romania | Cronologia completa delle presenze e delle reti in nazionale ― Romania | Cronologia completa delle presenze e delle reti in nazionale ― Romania | Cronologia completa delle presenze e delle reti in nazionale ― Romania | Cronologia completa delle presenze e delle reti in nazionale ― Romania |
| Data                                                                   | Città                                                                  | In casa                                                                | Risultato                                                              | Ospiti                                                                 | Competizione                                                           | Reti                                                                   | Note                                                                   |
| ---------------------------------------------------------------------- | ---------------------------------------------------------------------- | ---------------------------------------------------------------------- | ---------------------------------------------------------------------- | ---------------------------------------------------------------------- | ---------------------------------------------------------------------- | ---------------------------------------------------------------------- | ---------------------------------------------------------------------- |
| 4-6-2013                                                               | Bucarest                                                               | Romania                                                                | 4 – 0                                                                  | Trinidad e Tobago                                                      | Amichevole                                                             | -                                                                      | 82’                                                                    |
| 5-6-2018                                                               | Ploiești                                                               | Romania                                                                | 2 – 0                                                                  | Finlandia                                                              | Amichevole                                                             | -                                                                      |                                                                        |
| Totale                                                                 |                                                                        | Presenze                                                               | 2                                                                      |                                                                        | Reti                                                                   | 0                                                                      |                                                                        |